# 中华大楼

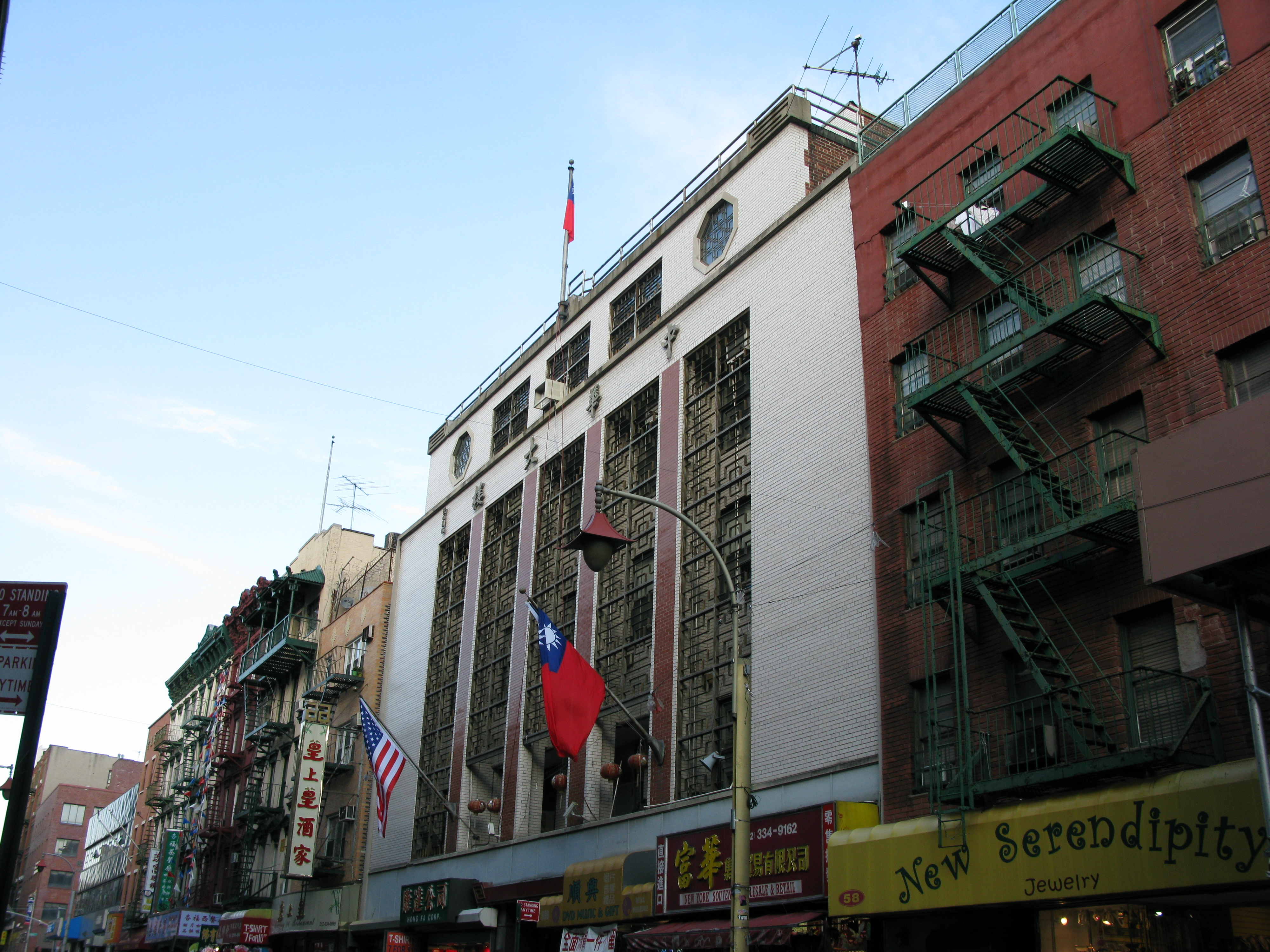

中华大楼（The Chinese Community Center）位于纽约市曼哈顿华埠勿街60-64号，在伊利沙白街也有一个入口。该建筑是纽约中华公所（CCBA）和紐約華僑學校的所在地。中华公所是唐人街最古老的华人社区服务组织，成立于1883年。紐約華僑學校于1909年建校。该建筑本身被认为是唐人街的“市政厅”。